# Olivia Newton Bundy
Brian Tutunick (nacido el 31 de marzo de 1968) es un músico estadounidense, más comúnmente conocido como Olivia Newton Bundy, y fue el bajista y cofundador del grupo de rock Marilyn Manson hasta 1990, cuando fue reemplazado por Gidget Gein. Su nombre artístico es una mezcla de los nombres de Olivia Newton-John, cantante, y Ted Bundy, asesino en serie.
La banda nueva de 1993 de Brian Collapsing Lung (también conocido como L.U.N.G.S.) fue contratada por Atlantic Records.
En 1996, Brian junto con el notable DJ Grynch creó una banda nueva, Nation of Fear. Lanzaron la canción "Immortal" en un CD recopilación para la (ahora extinta) estación de radio rock 94.9 WZTA. Más tarde ese año, Nation of Fear lanzaría su bien recibido álbum producido por DiMar Records. Irían de gira con Genitorturers y se les unió a la guira los Lords of Acid. Nation of Fear (como sus compañeros de gira) eran conocidos por sus payasadas en el escenarios, como el S&M, las herramientas eléctricas y la pirotecnia. 

En 1998, se lanzó el segundo álbum de la banda Everything Beautiful Rusts, mientras que recibían más atenciones, pero no consiguieron mantener la banda junta y en 2000 rompieron.
Brian puede ser visto ahora en el show de música semanal Feedback presentado en el canal PAX TV.